# ریبارسکا بانگا
ریبارسکا بانگا (به صربی: Ribarska Banja) یک منطقهٔ مسکونی در صربستان است که در ناحیه راسینا واقع شده‌است. ریبارسکا بانگا ۱٫۰۵ کیلومتر مربع مساحت و ۱۸۹ نفر جمعیت دارد.